# بیلی وایتلا
بیلی آنر وایتلا (انگلیسی: Billie Honor Whitelaw؛ ‏ ۶ ژوئن ۱۹۳۲ – ۲۱ دسامبر ۲۰۱۴) یک هنرپیشه اهل انگلستان بود.

## فیلم‌شناسی
از فیلم‌ها یا برنامه‌های تلویزیونی که وی در آن نقش داشته‌است، می‌توان به جنون، پلیس خفن، قلم‌پرها، طالع نحس، بلور تاریک، داستان دو شهر، لورنا دون، فراطبیعی و بچه‌های آب اشاره کرد.

## جوایز
- وی برنده جایزه بفتا بهترین بازیگر تلویزیونی زن در سال‌های ۱۹۶۱ و ۱۹۷۳ و برنده جایزه بفتای بهترین بازیگر نقش مکمل زن در سال ۱۹۶۸ شده‌است.
- کاندیدای دریافت بفتای بهترین بازیگر مکمل زن برای فیلم The Krays در سال ۱۹۹۰